# 24 ur Le Mansa 1997
24 ur Le Mansa 1997 je bila petinšestdeseta vzdržljivostna dirka 24 ur Le Mansa. Potekala je 14. in 15. junija 1997.

## Rezultati

### Uvrščeni
NC = neuvrščeni - niso prevozili 70% razdalje zmagovalca, DNF = odstop, DNS = niso štartali
| Poz    | Razred | Št | Moštvo                                 | Dirkači                                                           | Šasija                             | Gume | Krogi |
| Poz    | Razred | Št | Moštvo                                 | Dirkači                                                           | Motor                              | Gume | Krogi |
| ------ | ------ | -- | -------------------------------------- | ----------------------------------------------------------------- | ---------------------------------- | ---- | ----- |
| 1      | LMP    | 7  | Joest Racing                           | Michele Alboreto Stefan Johansson Tom Kristensen                  | TWR Porsche WSC-95                 | G    | 361   |
| 1      | LMP    | 7  | Joest Racing                           | Michele Alboreto Stefan Johansson Tom Kristensen                  | Porsche Type-935 3.0L Turbo Flat-6 | G    | 361   |
| 2      | GT1    | 41 | Gulf Team Davidoff GTC Racing          | Jean-Marc Gounon Pierre Henri Raphanel Anders Olofsson            | McLaren F1 GTR                     | M    | 360   |
| 2      | GT1    | 41 | Gulf Team Davidoff GTC Racing          | Jean-Marc Gounon Pierre Henri Raphanel Anders Olofsson            | BMW S70 6.0L V12                   | M    | 360   |
| 3      | GT1    | 43 | Team BMW Motorsport BMW Team Schnitzer | Peter Kox Roberto Ravaglia Eric Hélary                            | McLaren F1 GTR                     | M    | 358   |
| 3      | GT1    | 43 | Team BMW Motorsport BMW Team Schnitzer | Peter Kox Roberto Ravaglia Eric Hélary                            | BMW S70 6.0L V12                   | M    | 358   |
| 4      | LMP    | 13 | Courage Compétition                    | Didier Cottaz Jérôme Pelicand Marc Goossens                       | Courage C41                        | M    | 336   |
| 4      | LMP    | 13 | Courage Compétition                    | Didier Cottaz Jérôme Pelicand Marc Goossens                       | Porsche Type-935 3.0L Turbo Flat-6 | M    | 336   |
| 5      | GT1    | 33 | Schübel Engineering                    | Pedro Lamy Armin Hahne Patrice Goueslard                          | Porsche 911 GT1                    | M    | 331   |
| 5      | GT1    | 33 | Schübel Engineering                    | Pedro Lamy Armin Hahne Patrice Goueslard                          | Porsche 3.2L Turbo Flat-6          | M    | 331   |
| 6      | LMP    | 3  | Moretti Racing Inc.                    | Gianpiero Moretti Didier Theys Max Papis                          | Ferrari 333 SP                     | Y    | 321   |
| 6      | LMP    | 3  | Moretti Racing Inc.                    | Gianpiero Moretti Didier Theys Max Papis                          | Ferrari F310E 4.0L V12             | Y    | 321   |
| 7      | LMP    | 8  | La Filière Elf                         | Henri Pescarolo Jean-Pierre Belloc Emmanuel Clerico               | Courage C36                        | M    | 319   |
| 7      | LMP    | 8  | La Filière Elf                         | Henri Pescarolo Jean-Pierre Belloc Emmanuel Clerico               | Porsche Type-935 3.0L Turbo Flat-6 | M    | 319   |
| 8      | GT1    | 27 | BMS Scuderia Italia                    | Pierluigi Martini Christian Pescatori Antonio Herrmann de Azevedo | Porsche 911 GT1                    | P    | 317   |
| 8      | GT1    | 27 | BMS Scuderia Italia                    | Pierluigi Martini Christian Pescatori Antonio Herrmann de Azevedo | Porsche 3.2L Turbo Flat-6          | P    | 317   |
| 9      | GT2    | 78 | Elf Haberthur Racing                   | Michel Neugarten Guy Martinolle Jean-Claude Lagniez               | Porsche 911 GT2                    | D    | 307   |
| 9      | GT2    | 78 | Elf Haberthur Racing                   | Michel Neugarten Guy Martinolle Jean-Claude Lagniez               | Porsche 3.6L Turbo Flat-6          | D    | 307   |
| 10     | GT2    | 74 | Roock Racing                           | André Ahrle Andy Pilgrim Bruno Eichmann                           | Porsche 911 GT2                    | M    | 306   |
| 10     | GT2    | 74 | Roock Racing                           | André Ahrle Andy Pilgrim Bruno Eichmann                           | Porsche 3.6L Turbo Flat-6          | M    | 306   |
| 11     | GT2    | 73 | Roock Racing                           | Manuel Mello-Breyner Tomaz Mello-Breyner Pedro Mello-Breyner      | Porsche 911 GT2                    | M    | 295   |
| 11     | GT2    | 73 | Roock Racing                           | Manuel Mello-Breyner Tomaz Mello-Breyner Pedro Mello-Breyner      | Porsche 3.6L Turbo Flat-6          | M    | 295   |
| 12     | GT1    | 23 | Nissan Motorsport (NISMO) TWR          | Kazuyoshi Hoshino Erik Comas Masahiko Kageyama                    | Nissan R390 GT1                    | B    | 294   |
| 12     | GT1    | 23 | Nissan Motorsport (NISMO) TWR          | Kazuyoshi Hoshino Erik Comas Masahiko Kageyama                    | Nissan VRH35 3.5L Turbo V8         | B    | 294   |
| 13     | GT2    | 80 | GT Racing Team AG Roock Racing         | Claudia Hürtgen John Robinson Hugh Price                          | Porsche 911 GT2                    | P    | 280   |
| 13     | GT2    | 80 | GT Racing Team AG Roock Racing         | Claudia Hürtgen John Robinson Hugh Price                          | Porsche 3.6L Turbo Flat-6          | P    | 280   |
| 14     | GT2    | 63 | Viper Team Oreca                       | Justin Bell Pierre Yver John Morton                               | Chrysler Viper GTS-R               | M    | 278   |
| 14     | GT2    | 63 | Viper Team Oreca                       | Justin Bell Pierre Yver John Morton                               | Chrysler 8.0L V10                  | M    | 278   |
| 15     | GT2    | 64 | Chamberlain Engineering                | Hans Hugenholtz Jari Nurminen Chris Gleason                       | Chrysler Viper GTS-R               | G    | 269   |
| 15     | GT2    | 64 | Chamberlain Engineering                | Hans Hugenholtz Jari Nurminen Chris Gleason                       | Chrysler 8.0L V10                  | G    | 269   |
| 16     | LMP    | 10 | Courage Compétition                    | Fredrik Ekblom Jean-Louis Ricci Jean-Paul Libert                  | Courage C36                        | M    | 265   |
| 16     | LMP    | 10 | Courage Compétition                    | Fredrik Ekblom Jean-Louis Ricci Jean-Paul Libert                  | Porsche Type-935 3.0L Turbo Flat-6 | M    | 265   |
| 17     | LMP    | 15 | Team T.D.R. Mazdaspeed                 | Yojiro Tarada Jim Downing Franck Freon                            | Kudzu DLM-4                        | G    | 263   |
| 17     | LMP    | 15 | Team T.D.R. Mazdaspeed                 | Yojiro Tarada Jim Downing Franck Freon                            | Mazda R26B 2.6L 4-Rotor            | G    | 263   |
| 18 DNF | GT1    | 26 | Porsche AG                             | Emmanuel Collard Ralf Kelleners Yannick Dalmas                    | Porsche 911 GT1                    | G    | 327   |
| 18 DNF | GT1    | 26 | Porsche AG                             | Emmanuel Collard Ralf Kelleners Yannick Dalmas                    | Porsche 3.2L Turbo Flat-6          | G    | 327   |
| 19 DNF | GT1    | 39 | Gulf Team Davidoff GTC Racing          | Ray Bellm Andrew Gilbert-Scott Masanori Sekiya                    | McLaren F1 GTR                     | M    | 326   |
| 19 DNF | GT1    | 39 | Gulf Team Davidoff GTC Racing          | Ray Bellm Andrew Gilbert-Scott Masanori Sekiya                    | BMW S70 6.0L V12                   | M    | 326   |
| 20 DNF | GT2    | 61 | Viper Team Oreca                       | Philippe Gache Olivier Beretta Dominique Dupuy                    | Chrysler Viper GTS-R               | M    | 263   |
| 20 DNF | GT2    | 61 | Viper Team Oreca                       | Philippe Gache Olivier Beretta Dominique Dupuy                    | Chrysler 8.0L V10                  | M    | 263   |
| 21 DNF | GT1    | 25 | Porsche AG                             | Hans Joachim Stuck Thierry Boutsen Bob Wollek                     | Porsche 911 GT1                    | G    | 238   |
| 21 DNF | GT1    | 25 | Porsche AG                             | Hans Joachim Stuck Thierry Boutsen Bob Wollek                     | Porsche 3.2L Turbo Flat-6          | G    | 238   |
| 22 DNF | GT1    | 42 | Team BMW Motorsport BMW Team Schnitzer | JJ Lehto Steve Soper Nelson Piquet                                | McLaren F1 GTR                     | M    | 236   |
| 22 DNF | GT1    | 42 | Team BMW Motorsport BMW Team Schnitzer | JJ Lehto Steve Soper Nelson Piquet                                | BMW S70 6.0L V12                   | M    | 236   |
| 23 DNF | GT1    | 29 | JB Racing                              | Jürgen von Gartzen Olivier Thevenin Alain Ferté                   | Porsche 911 GT1                    | M    | 236   |
| 23 DNF | GT1    | 29 | JB Racing                              | Jürgen von Gartzen Olivier Thevenin Alain Ferté                   | Porsche 3.2L Turbo Flat-6          | M    | 236   |
| 24 DNF | GT1    | 54 | David Price Racing                     | Andy Wallace James Weaver Butch Leitzinger                        | Panoz Esperante GTR-1              | G    | 236   |
| 24 DNF | GT1    | 54 | David Price Racing                     | Andy Wallace James Weaver Butch Leitzinger                        | Ford (Roush) 6.0L V8               | G    | 236   |
| 25 DNF | GT1    | 30 | Kremer Racing                          | Christophe Bouchut Andy Evans Bertrand Gachot                     | Porsche 911 GT1                    | G    | 207   |
| 25 DNF | GT1    | 30 | Kremer Racing                          | Christophe Bouchut Andy Evans Bertrand Gachot                     | Porsche 3.2L Turbo Flat-6          | G    | 207   |
| 26 DNF | GT2    | 75 | Larbre Competition                     | Patrick Bourdais Peter Kitchak André Lara Resende                 | Porsche 911 GT2                    | M    | 205   |
| 26 DNF | GT2    | 75 | Larbre Competition                     | Patrick Bourdais Peter Kitchak André Lara Resende                 | Porsche 3.6L Turbo Flat-6          | M    | 205   |
| 27 DNF | LMP    | 9  | Courage Compétition                    | Mario Andretti Michael Andretti Olivier Grouillard                | Courage C36                        | M    | 197   |
| 27 DNF | LMP    | 9  | Courage Compétition                    | Mario Andretti Michael Andretti Olivier Grouillard                | Porsche Type-935 3.0L Turbo Flat-6 | M    | 197   |
| 28 DNF | GT1    | 52 | DAMS                                   | Franck Lagorce Eric Bernard Jean-Christophe Boullion              | Panoz Esperante GTR-1              | M    | 149   |
| 28 DNF | GT1    | 52 | DAMS                                   | Franck Lagorce Eric Bernard Jean-Christophe Boullion              | Ford (Roush) 6.0L V8               | M    | 149   |
| 29 DNF | GT1    | 55 | David Price Racing                     | David Brabham Perry McCarthy Doc Bundy                            | Panoz Esperante GTR-1              | G    | 145   |
| 29 DNF | GT1    | 55 | David Price Racing                     | David Brabham Perry McCarthy Doc Bundy                            | Ford (Roush) 6.0L V8               | G    | 145   |
| 30 DNF | GT1    | 21 | Nissan Motorsport (NISMO) TWR          | Martin Brundle Jörg Müller Wayne Taylor                           | Nissan R390 GT1                    | B    | 139   |
| 30 DNF | GT1    | 21 | Nissan Motorsport (NISMO) TWR          | Martin Brundle Jörg Müller Wayne Taylor                           | Nissan VRH35 3.5L Turbo V8         | B    | 139   |
| 31 DNF | GT1    | 28 | Konrad Motorsport                      | Franz Konrad Mauro Baldi Robert Nearn                             | Porsche 911 GT1                    | P    | 138   |
| 31 DNF | GT1    | 28 | Konrad Motorsport                      | Franz Konrad Mauro Baldi Robert Nearn                             | Porsche 3.2L Turbo Flat-6          | P    | 138   |
| 32 DNF | GT2    | 67 | Saleen-Allen Speedlab                  | Steve Saleen Price Cobb Carlos Palau                              | Saleen Mustang RRR                 | D    | 133   |
| 32 DNF | GT2    | 67 | Saleen-Allen Speedlab                  | Steve Saleen Price Cobb Carlos Palau                              | Ford 5.9L V8                       | D    | 133   |
| 33 DNF | GT2    | 79 | Konrad Motorsport                      | Toni Seiler Larry Schumacher Michel Ligonnet                      | Porsche 911 GT2                    | P    | 126   |
| 33 DNF | GT2    | 79 | Konrad Motorsport                      | Toni Seiler Larry Schumacher Michel Ligonnet                      | Porsche 3.2L Turbo Flat-6          | P    | 126   |
| 34 DNF | GT1    | 22 | Nissan Motorsport (NISMO) TWR          | Riccardo Patrese Eric van de Poele Aguri Suzuki                   | Nissan R390 GT1                    | B    | 121   |
| 34 DNF | GT1    | 22 | Nissan Motorsport (NISMO) TWR          | Riccardo Patrese Eric van de Poele Aguri Suzuki                   | Nissan VRH35 3.5L Turbo V8         | B    | 121   |
| 35 DNF | GT1    | 49 | GT1 Lotus Racing                       | Jan Lammers Mike Hezemans Alexander Grau                          | Lotus Elise GT1                    | M    | 121   |
| 35 DNF | GT1    | 49 | GT1 Lotus Racing                       | Jan Lammers Mike Hezemans Alexander Grau                          | Chevrolet 6.0L V8                  | M    | 121   |
| 36 DNF | LMP    | 5  | Kremer Racing                          | Tomas Saldana Carl Rosenblad Jürgen Lässig                        | Kremer K8 Spyder                   | G    | 103   |
| 36 DNF | LMP    | 5  | Kremer Racing                          | Tomas Saldana Carl Rosenblad Jürgen Lässig                        | Porsche Type-935 3.0L Turbo Flat-6 | G    | 103   |
| 37 DNF | GT2    | 84 | Stadler Motorsport                     | Enzo Calderari Lilian Bryner Angelo Zadra                         | Porsche 911 GT2                    | P    | 98    |
| 37 DNF | GT2    | 84 | Stadler Motorsport                     | Enzo Calderari Lilian Bryner Angelo Zadra                         | Porsche 3.6L Turbo Flat-6          | P    | 98    |
| 38 DNF | GT1    | 44 | Team Lark McLaren                      | Akahiko Nakaya Keiichi Tsuchiya Gary Ayles                        | McLaren F1 GTR                     | M    | 88    |
| 38 DNF | GT1    | 44 | Team Lark McLaren                      | Akahiko Nakaya Keiichi Tsuchiya Gary Ayles                        | BMW S70 6.0L V12                   | M    | 88    |
| 39 DNF | GT2    | 77 | Chereau Sports Larbre Compétition      | Jean-Luc Chereau Jack Leconte Jean-Pierre Jarier                  | Porsche 911 GT2                    | M    | 77    |
| 39 DNF | GT2    | 77 | Chereau Sports Larbre Compétition      | Jean-Luc Chereau Jack Leconte Jean-Pierre Jarier                  | Porsche 3.6L Turbo Flat-6          | M    | 77    |
| 40 DNF | GT1    | 46 | Newcastle United Lister                | Julian Bailey Thomas Erdos Mark Skaife                            | Lister Storm GTL                   | D    | 77    |
| 40 DNF | GT1    | 46 | Newcastle United Lister                | Julian Bailey Thomas Erdos Mark Skaife                            | Jaguar 7.0L V12                    | D    | 77    |
| 41 DNF | GT2    | 62 | Viper Team Oreca                       | Tommy Archer Soheil Ayari Marc Duez                               | Chrysler Viper GTS-R               | M    | 76    |
| 41 DNF | GT2    | 62 | Viper Team Oreca                       | Tommy Archer Soheil Ayari Marc Duez                               | Chrysler 8.0L V10                  | M    | 76    |
| 42 DNF | GT2    | 60 | Agusta Racing Team Ltd.                | Almo Coppelli Ricardo Agusta Eric Graham                          | Callaway Corvette LM-GT            | D    | 45    |
| 42 DNF | GT2    | 60 | Agusta Racing Team Ltd.                | Almo Coppelli Ricardo Agusta Eric Graham                          | Chevrolet 6.0L V8                  | D    | 45    |
| 43 DNF | GT2    | 66 | Saleen-Allen Speedlab                  | David Warnock Rob Schirle Allen Lloyd                             | Saleen Mustang RRR                 | D    | 28    |
| 43 DNF | GT2    | 66 | Saleen-Allen Speedlab                  | David Warnock Rob Schirle Allen Lloyd                             | Ford 5.9L V8                       | D    | 28    |
| 44 DNF | GT1    | 45 | Newcastle United Lister                | Geoff Lees Tiff Needell George Fouché                             | Lister Storm GTL                   | D    | 21    |
| 44 DNF | GT1    | 45 | Newcastle United Lister                | Geoff Lees Tiff Needell George Fouché                             | Jaguar 7.0L V12                    | D    | 21    |
| 45 DNF | LMP    | 4  | Pilot Racing                           | Michel Ferté Adrian Campos Charlie Nearburg                       | Ferrari 333 SP                     | D    | 18    |
| 45 DNF | LMP    | 4  | Pilot Racing                           | Michel Ferté Adrian Campos Charlie Nearburg                       | Ferrari F310E 4.0L V12             | D    | 18    |
| 46 DNF | GT2    | 70 | Team Marcos Racing International       | Cor Euser Takaji Suzuki Harald Becker                             | Marcos Mantara LM600               | D    | 15    |
| 46 DNF | GT2    | 70 | Team Marcos Racing International       | Cor Euser Takaji Suzuki Harald Becker                             | Chevrolet 5.9L V8                  | D    | 15    |
| 47 DNF | GT1    | 32 | Roock Racing                           | Stéphane Ortelli Allan McNish Karl Wendlinger                     | Porsche 911 GT1                    | M    | 8     |
| 47 DNF | GT1    | 32 | Roock Racing                           | Stéphane Ortelli Allan McNish Karl Wendlinger                     | Porsche 3.2L Turbo Flat-6          | M    | 8     |
| 48 DNF | LMP    | 14 | Pacific Racing Ltd.                    | Harri Toivonen Eliseo Salazar Jésus Pareja                        | BRM P301                           | P    | 6     |
| 48 DNF | LMP    | 14 | Pacific Racing Ltd.                    | Harri Toivonen Eliseo Salazar Jésus Pareja                        | Nissan 3.0L Turbo V6               | P    | 6     |
| DNS    | GT1    | 40 | Gulf Team Davidoff GTC Racing          | John Nielsen Thomas Bscher Chris Goodwin                          | McLaren F1 GTR                     | M    | -     |
| DNS    | GT1    | 40 | Gulf Team Davidoff GTC Racing          | John Nielsen Thomas Bscher Chris Goodwin                          | BMW S70 6.0L V12                   | M    | -     |

### Statistika
- Najboljši štartni položaj - #7 Joest Racing - 3:41.581
- Najhitrejši krog - #7 Joest Racing - 3:45.068
- Razdalja - 4909.6km
- Povprečna hitrost - 207km/h